# Vici Gaming
Vici Gaming — китайская киберспортивная организация, основанная 21 октября 2012. имеющая составы по League of Legends и Counter-Strike: Global Offensive.

## Dota 2

### Vici Gaming
Игроки, принятые в команду, ранее не имели опыта участия в турнирах, за исключением «sydm». Тем не менее, состав прошёл квалификацию на G-League 2012 Season 2, но не занял там какого-либо призового места.
28 января 2013 Vici подписали команду Greedy в качестве своего запасного состава. Игроки этой команды по большей части играли в оригинальную DotA. 1 марта организация подписала «ZSMJ», который занялся составом по Dota 2. За этим последовали некоторые изменения в ростере коллектива, в результате которых вместо «sydm» в Vici Gaming стал выступать «ZSMJ». В июне 2013 на The International 2013 команда не прошла отборочные на турнир, после чего организацию покинули «PandaPanPan» и «Nada». Новым менеджером коллектива стал «mikasa», который имел опыт выступления за Vici Gaming в роли замены. Помимо этого, ушёл «ZSMJ», а под крыло Vici перешли «Sylar» и «Super». В октябре к команде присоединяется «Sylar», однако текущий игрок «TuTu», согласно контракту, выступил на WPC ACE League и лишь после этого покинул состав.
Начиная с 16 апреля 2014 команду тренирует бывший игрок команды EHOME «QQQ». В августе, после The International 2014, где Vici Gaming заняли второе место, команду покинули «rOtK» и «Sylar», на их место было решено пригласить «Black^» и «iceiceice».
В марте 2015 произошли перестановки в составе: «Black^» ушёл в Team Tinker, в команду вступил «Hao». 15 марта был анонсирован состав VG.Potential.
19 ноября 2021 года объявила состав на сезон Dota Pro Circuit 2021/2022. В него вошли малоизвестные китайские игроки.
8 декабря 2022 года Vici Gaming анонсировала состав на предстоящий сезон.
8 мая 2023 года организация распустила состав.

#### Достижения
| Место | Турнир                           | Место проведения | Дата                        | Призовые    |
| 2013  | 2013                             | 2013             | 2013                        | 2013        |
| ----- | -------------------------------- | ---------------- | --------------------------- | ----------- |
| 1     | EMS One Fall Season Finals       | online / Тыхы    | 2 сентября — 8 декабря      | 12 000 $    |
| 2014  |                                  |                  |                             |             |
| 3     | WPC ACE Dota 2 League 2013       | Шанхай           | 22 сентября 2013 — 1 января | 16 300 $    |
| 3     | Dota 2 League Season 4           | Лас-Вегас        | 14 октября 2013 — 8 января  | 7500 $      |
| 3—4   | MarsTV Dota 2 League             | Цзянъинь         | 24—25 мая                   | 1600 $      |
| 3     | The Summit 1                     | Лос-Анджелес     | 5—8 июня                    | 19 853 $    |
| 2     | The International 2014           | Сиэтл            | 8—21 июля                   | 1 475 644 $ |
| 3     | World E-sport Championships 2014 | Ханчжоу          | 5—7 сентября                | 16 261 $    |
| 1     | i-league                         | Шанхай           | 11 августа — 28 сентября    | 116 650 $   |
| 1     | ESL One New York                 | Нью-Йорк         | 9—10 октября                | 56 404 $    |
| 1     | The Summit 2                     | Лос-Анджелес     | 3 октября — 7 декабря       | 139 910 $   |
| 2015  |                                  |                  |                             |             |
| 3     | i-League Season 2                | Шанхай           | 17 ноября 2014 — 10 января  | 16 803 $    |
| 2     | Dota 2 Asia Championships        | Шанхай           | 5 января — 9 февраля        | 366 902 $   |
| 1     | StarLadder Star Series Season 12 | Бухарест         | 9 марта — 26 апреля         | 67 500 $    |
| 2     | Dota 2 Champions League Season 5 | Берлин           | 23 февраля — 10 мая         | 19 876 $    |
| 3     | The Summit 3                     | Лос-Анджелес     | 26 февраля — 17 мая         | 35 319 $    |
| 2     | i-league Season 3                | Шанхай           | 6 апреля — 23 мая           | 85 344 $    |
| 4     | MarsTV Dota 2 League 2015 Spring | Шанхай           | 7 мая — 7 июня              | 19 345 $    |
| 4     | The International 2015           | Сиэтл            | 3—8 августа                 | 1 559 499 $ |

### Vici Gaming Potential
15 марта 2015 года организация объявила о создании молодёжной команды Vici Gaming Potential.
19 марта 2016 года Vici Gaming провела ребрендинг команды VG.P., переименовав её в Vici Gaming Reborn.

### Vici Gaming Reborn
19 марта 2016 года Vici Gaming провела ребрендинг второго состава, переименовав его в Vici Gaming Reborn.
23 апреля состав VG.R стал основным в организации.
30 августа команда Vici Gaming Reborn была распущена.

## Counter-Strike: Global Offensive

### Vici Gaming
6 марта 2016 года Vici Gaming подписывают состав CyberZen (Savage, tb, advent, zhokiNg, uki). Теперь команда называется VG.CyberZen.
30 августа 2016 года Vici Gaming открывают создают вторую команду по дисциплине, которая получает название ViCi Gaming Potential (Monster, XyGJin, Bobby, forestfan, Blame).
14 февраля 2017 года организация проводит ребрендинг и перемещивает составы. Три игрока и тренер состава VG.CyberZen (advent, LOVEYY, zhokiNg, addingwll) образуют состав Vici Gaming; ещё два игрока VG.CyberZen (Savage, tb) и один игрок ViCi Gaming Potential (XyGJin) образуют состав ViCi Gaming Renascence. Оба состава доукомплектовываются игроками из других команд.
В мае 2017 года Savage и tb присоединяются к коллективу Vici Gaming, а состав ViCi Gaming Renascence распущен.
В январе 2018 года HZ заменяет в основном составе Auman.
19 апреля 2018 года составы Vici Gaming (zhokiNg, Freeman, advent, Savage, HZ, tb, Addingwll) и Flash Gaming (Attacker, Summer, LOVEYY, Ayeon, INNOPY, z8z) объявляют о слиянии. Новая команда называется VG.FlashGaming (VG.FG) и в состав вошли: zhokiNg, Freeman, Summer, Attacker, LOVEYY и advent в качестве тренера. А два бывших игрока Vici HZ и Savage создали новую команду Fierce Tiger.

#### Rare Atom
31 января 2022 года подразделение ViCi Gaming по CS:GO проводит ребрендинг на Rare Atom.
10 октября 2023 года организация представила обновленный состав.
|                                    | Ник             | Полное имя      | Присоединился   |
| Основной состав                    | Основной состав | Основной состав |                 |
| ---------------------------------- | --------------- | --------------- | --------------- |
| Флаг Китайской Народной Республики | somebody        | Сюй Хаовэнь     | 10 октября 2023 |
| Флаг Китайской Народной Республики | Summer          | Цай Юлун        | 10 октября 2023 |
| Флаг Китайской Народной Республики | L1haNg          | Йихан Ли        | 8 апреля 2024   |
| Флаг Китайской Народной Республики | ChildKing       | Цзюньхао Пэн    | 8 апреля 2024   |
| Флаг Малайзии                      | kaze            | Эндрю Хонг      | 26 июня 2024    |
| Тренер                             |                 |                 |                 |
| Флаг Китайской Народной Республики | z8z             | Чжэнхуэй Лю     | 8 апреля 2024   |

### Vici Gaming Renascence
14 февраля 2017 года ViCi Gaming объявила, что её основной состав разделится и сформирует две новые команды: ViCi Gaming и Vici Gaming Renascence.
19 мая состав V.G. Renascence выкуплен организацией To.be.or.not.to.be.

### Vici Gaming FlashGaming
19 апреля 2018 года составы ViCi Gaming и Flash Gaming по CS:GO объединяются, чтобы создать новую команду VG.Flash.
10 августа Flash Gaming объявляет о роспуске VG.Flash.

## League of Legends
1 декабря 2015 года VG подписали бывшего игрока SKT T1 Ли «Easyhoon» Джи Хуна.
|                                    | Ник             | Полное имя      | Роль              | Присоединился   |
| Основной состав                    | Основной состав | Основной состав | Основной состав   | Основной состав |
| ---------------------------------- | --------------- | --------------- | ----------------- | --------------- |
| Флаг Китайской Народной Республики | Cube            | Дай И           | Верхняя линия     | 3 января 2021   |
| Флаг Китайской Народной Республики | Strive          | Чэнь Лян        | Центральная линия | 14 декабря 2021 |
| Флаг Китайской Народной Республики | Leyan           | Лу Цзюэ         | Лесник            | 3 января 2021   |
| Флаг Китайской Народной Республики | Assum           | Цзоу Вэй        | Нижняя линия      | 14 декабря 2022 |
| Флаг Китайской Народной Республики | Southwind       | Су Жилин        | Поддержка         | 14 декабря 2022 |
| Тренеры                            |                 |                 |                   |                 |
| Флаг Китайской Народной Республики | Loong           | Loong           | Главный тренер    | 14 декабря 2022 |
| Флаг Китайской Народной Республики | Water           | Фу Хуэй         | Помощник тренера  | 31 мая 2022     |
| Флаг Китайской Народной Республики | Endless         | Endless         | Помощник тренера  | 14 декабря 2022 |